# Plagiotheciella passaicensis
Plagiotheciella passaicensis là một loài Rêu trong họ Plagiotheciaceae. Loài này được (Austin) M. Fleisch. miêu tả khoa học đầu tiên năm 1925.